# Herbéviller
Herbéviller – miejscowość i gmina we Francji, w regionie Grand Est, w departamencie Meurthe i Mozela.
Według danych na rok 1990 gminę zamieszkiwało 220 osób, a gęstość zaludnienia wynosiła 27 osób/km² (wśród 2335 gmin Lotaryngii Herbéviller plasuje się na 825. miejscu pod względem liczby ludności, natomiast pod względem powierzchni na miejscu 736.).